# Epicauta tomentosa
Epicauta tomentosa es una especie de coleóptero de la familia Meloidae.

## Distribución geográfica
Habita en el Senegal.